# Swantje Michaelsen

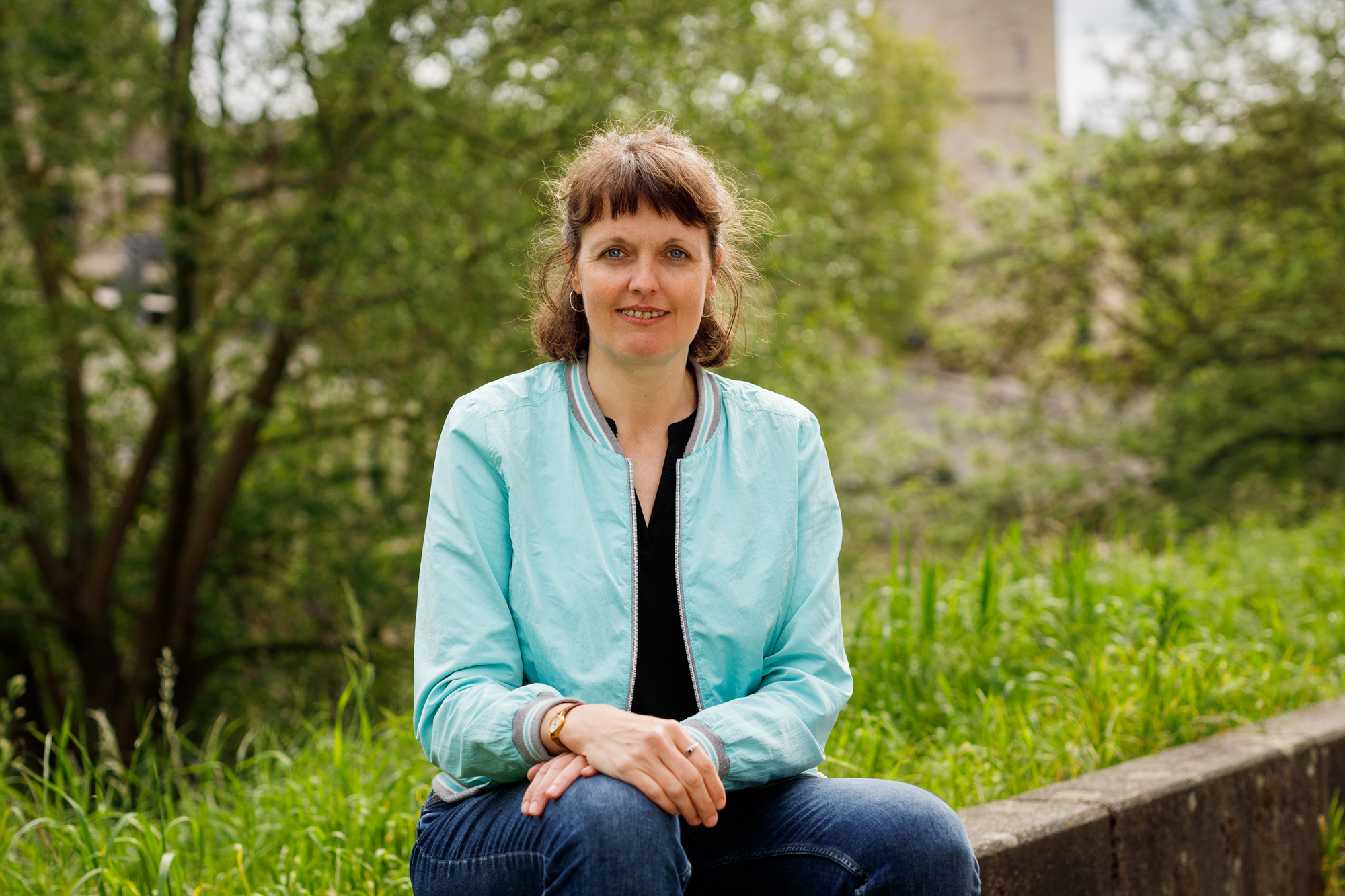
Swantje Michaelsen (Bundestagsabgeordnete Die Grünen) (2024)

Swantje Henrike Michaelsen (* 4. Oktober 1979 in Mainz) ist eine deutsche Politikerin (Grüne) und seit 2021 Mitglied des Deutschen Bundestages.

## Biographie
Swantje Michaelsen wuchs in Lüneburg auf und absolvierte nach einem Auslandsschuljahr in Bristol 1999 das Abitur am Gymnasium Oedeme in Lüneburg. Nach einem Au-pair-Aufenthalt in Florenz im Jahr 2000 studierte Michaelsen Geschichte und Kunstgeschichte an den Universitäten Mainz, Stockholm und Köln und schloss 2007 als Magistra Artium ab.
In den Jahren 2005 und 2006 arbeitete sie als studentische Mitarbeiterin im Haus der Geschichte (Bonn). Von 2008 bis 2012 arbeitete sie für den gemeinnützigen Verein Experiment als Programm-Koordinatorin und Vereinsentwicklerin im internationalen Jugendaustausch. 2012 zog sie nach Hannover und leitet seit 2013 die dortige Geschäftsstelle des Allgemeinen Deutschen Fahrrad-Clubs (ADFC).
2015 war Michaelsen Mitinitiatorin von Hannah – Lastenräder für Hannover. 2017 gründete sie das Netzwerk HannovAIR Connection für saubere Luft mit. Seit 2018 ist Michaelsen Leiterin der Fachgruppe „Mehr Frauen“ im ADFC und ist als Beisitzerin im Vorstand beim Bürgerbüro Stadtentwicklung Hannover. 2020 war sie Jurymitglied des städtebaulichen Wettbewerbs ecovillage hannover und Mitinitiatorin des Bündnisses gegen den Ausbau des Südschnellwegs in Hannover.
Swantje Michaelsen ist verheiratet und hat drei Kinder.

## Politische Tätigkeiten
Im Jahr 2015 trat Michaelsen der Partei Bündnis 90/Die Grünen bei. Bei der Kommunalwahl 2016 wurde sie zum Mitglied des Bezirksrats Vahrenwald-List gewählt. 2017 wechselte sie vom Bezirksrat bis zum Ende der Wahlperiode 2021 in die Regionsversammlung und wurde dabei verkehrspolitische Sprecherin der Grünen-Fraktion.
Bei der Bundestagswahl 2017 trat Michaelsen als Direktkandidatin im Bundestagswahlkreis Stadt Hannover I (Wahlkreis 41) und auf Platz 13 der niedersächsischen Landesliste an. Der Einzug in den Bundestag gelang 2017 nicht.
Bei der Bundestagswahl 2021 kandidierte Michaelsen erneut direkt für den Wahlkreis 41. Sie zog über die niedersächsischen Landesliste der Grünen in den Bundestag ein. Im 20. Deutschen Bundestag war Swantje Michaelsen ordentliches Mitglied im Verkehrsausschuss und im Petitionsausschuss. Zusätzlich war sie stellvertretendes Mitglied im Ausschuss für Wohnen, Stadtentwicklung, Bauwesen und Kommunen sowie im „Parlamentarischen Beirat für nachhaltige Entwicklung“. Bei der Toll Collect GmbH war Michaelsen Mitglied des Aufsichtsrates.
Bei der Bundestagswahl 2025 zog Michaelsen erneut über die Landesliste in den Deutschen Bundestag ein.

## Politische Positionen
Im November 2022 stimmte sie als eine von neun Abgeordneten in der Grünen-Bundestagsfraktion gegen die Änderung des Atomgesetzes, das den Weiterbetrieb um vier Monate verlängerte.